# Wolf von Ziegler und Klipphausen
Friedrich Otto Wolf von Ziegler und Klipphausen (* 6. April 1854 auf Schloss Moritzburg; † 21. Dezember 1909) war ein deutscher Theologe in der christlichen Jugendbewegung.

## Leben
Friedrich von Ziegler und Klipphausen wurde geboren als Sohn des preußischen Hauptmanns und Strafanstaltsdirektors Gustav Friedrich von Ziegler und Klipphausen und der Elisabeth geb. von Brause. Nach dem Besuch des Gymnasiums in Zeitz studierte er an der Rheinischen Friedrich-Wilhelms-Universität Bonn und der Alma Mater Lipsiensis Rechtswissenschaften, an der Friedrich-Wilhelms-Universität Berlin Kameralwissenschaften und an der Alma Mater Gryphiswaldensis Theologie. 1876 wurde er Mitglied des Corps Borussia Bonn. Nach dem Studium engagierte er sich als Referendar a. D. in der christlichen Jugendbewegung und wurde 1890 Generalsekretär des ersten deutschen Christlichen Vereins Junger Männer in Berlin. 1896 gründete er den ersten österreichischen Christlichen Verein Junger Männer in Wien und wurde dessen Generalsekretär. 1898 ging er nach Göttingen, wurde zunächst stellvertretender Sekretär und danach Präses des dortigen CVJM. Seit 1902 lebte er in Dresden.